# Бойко Олександр Матвійович
Олекса́ндр Матві́йович Бо́йко (*15 вересня 1895, Київ — †18 квітня 1967, США) — український військовий; сотник Армії УНР. Учасник Першого зимового походу.
Відповідно до українського законодавства є борцем за незалежність України у ХХ столітті.
Лицар орденів Залізного хреста, Хреста Симона Петлюри і Воєнного хреста.

## Біографія
Народився в сім'ї Матвія Климовича Бойка й Одарки Кононівни (до шлюбу Криворучко). Закінчив Таращанську міську 2-класну школу (1909), Українську гімназію ім. Тараса Шевченка (Каліш, 1925) та хіміко-технологічний відділ інженерного факультету Української Господарської академії в Подєбрадах (1925 — 31 травня 1930). Навчався на агрономічному відділі Уманської середньої сільськогосподарської школи (1909—1913), але через нестатки не закінчив її.
У «Curriculum vitae» писав:
| “В 1913 році по травень 1915 служив в Уманській повітовій земській управі на Київщині завідувачем районного складу покрівельних матеріалів. Одночасно завідував случним пунктом, зерноочистювальним пунктом і прокатною станцією. З травня 1915 року по січень 1917 року перебував у колишній російській армії, з якої після поранення був звільнений як інвалід. 1917 рік перебував дома для ісправлення здоровля”. |
В Армії УНР від січня 1918 року до її розформування у 1924 році. Козак 1-го куреня Київських січових стрільців (січень 1918). Учасник Першого зимового походу. Лицар орденів Залізного хреста, Хреста Симона Петлюри і Воєнного хреста. 1920 року написав рапорт голові Військової місії УНР у Польщі Вікторові Зелінському, в якій обґрунтував ідею створення 1-го Українсько-польського автомобільного дивізіону особливого призначення імені двох державних господарів С. Петлюри та Ю. Пілсудського. Його прізвище є в списку випускників УГА, які працювали в культурно-просвітньому, економічному і громадсько-політичному житті на землях Карпатської України та Пряшівщини. В березні 1939 році перебував на Карпатській Україні.
У травні 1943 року мешкав у Києві на вул. Бульварно-Кудрявській, 22. 7 червня 1945 року втік з «большевицької зони Німеччини», де пробув 27 днів. Оповів Василеві Іванису, що:
| “в Магдебургу англійці передавали всіх большевикам, включно зі старими емігрантами. Большевики ж усе грабують, офіційно забороняючи замикати помешкання. Жінок ґвалтують, і то не тільки німкень, а й своїх, що були вивезені на роботу німцями”. |
Батько Олександра жив у селі Пединівці Звенигородського повіту. Жертвував кошти на національну справу, зокрема 1966 року склав пожертву на пам'ятник Олександрові Коваленку.
Похований на Українському православному цвинтарі в Бавнд-Бруці.